# Mitsuko Yoshida
Mitsuko Yoshida (jap. 吉田 光子, Yoshida Mitsuko; * um 1930) ist eine japanische Badmintonspielerin. 

## Karriere
Mitsuko Yoshida erkämpfte sich ihren größten sportlichen Erfolg, als sie bei den nationalen japanischen Titelkämpfen des Jahres 1952 die Dameneinzelkonkurrenz gewinnen konnte.

## Sportliche Erfolge
| Saison | Veranstaltung                | Disziplin   | Platz | Name            |
| ------ | ---------------------------- | ----------- | ----- | --------------- |
| 1952   | Japan: Einzelmeisterschaften | Dameneinzel | 1     | Mitsuko Yoshida |

## Referenzen
- Japanische Badmintonmeisterschaften 1947-2004 (Memento vom 28. August 2007 im Internet Archive)
- Annual Handbook of the International Badminton Federation, London, 29. Auflage 1971, S. 222–223

| Personendaten    | Personendaten                 |
| ---------------- | ----------------------------- |
| NAME             | Yoshida, Mitsuko              |
| ALTERNATIVNAMEN  | 吉田 光子                     |
| KURZBESCHREIBUNG | japanische Badmintonspielerin |
| GEBURTSDATUM     | um 1930                       |